# Un week-end sur deux
Un week-end sur deux je francouzský hraný film z roku 1990, který režírovala Nicole Garcia. Snímek měl světovou premiéru na filmovém festivalu dne 19. srpna 1990.

## Děj
Camille je herečka, která zažila už lepší časy. Po rozvodu dostal její manžel do péče jejich dvě děti. Vídá je jen každý druhý víkend. Ale zrovna tento víkend má naléhavý závazek na gala v Rotary klubu ve Vichy. Jako řešení vidí, že s sebou vezme syna a dceru. Když se to její bývalý manžel dozví, zuří a rozhodne se děti vyzvednout. Camille odjíždí s dětmi na jih a snaží se s nimi navázat důvěrnější vztah, zejména s předčasně vyspělým Vincentem, nadšencem do astronomie. Camille se dozvídá, že o několik dní později se ve Španělsku očekává vzácný meteorický roj. Navrhne Vincentovi, aby tam jeli.

## Obsazení
| Nathalie Baye    | Camille Valmont        |
| Felicie Pasotti  | Gaëlle, dcera Camille  |
| Joachim Serreau  | Vincent, syn Camille   |
| Miki Manojlović  | Adrian                 |
| Henri Garcin     | agent Camille          |
| Marie Daëms      | Graziella Jacquet      |
| Jacques Boudet   | Jacquet                |
| Sacha Briquet    | Albert, majitel hotelu |
| Michelle Goddet  | Marie-Ange             |
| Jean-Marc Roulot | lékař                  |
| Gilles Treton    | Stéphane Frantet       |
| Jacques Vincey   | Lombard                |

## Ocenění
- César: nominace v kategoriích nejlepší herečka (Nathalie Baye), nejlepší filmový debut (Nicole Garcia)